# Marco Sebastián Pol
Marco Sebastián Pol (Tunuyán, Provincia de Mendoza, Argentina, 14 de marzo de 1988) es un futbolista argentino nacionalizado Chileno y nacionalizado italiano que jugaba como delantero. en Deportes Rengo de la Segunda División Profesional de Chile.

## Trayectoria
A los quince años se trasladó a Buenos Aires para unirse a las divisiones inferiores de San Lorenzo donde no debutaría ya que dos años después partiría a las divisiones inferiores del Pachuca de México. En el club mexicano no logra debutar por lo cual parte a préstamo al Cartaginés de Costa Rica donde logra anotar siete goles en dieciocho partidos lo que lo llevaría al Torino de Italia.
En Italia no logra jugar de manera oficial por no tener pasaporte comunitario por lo cual parte a Rumania para jugar por el CS Mioveni donde juega seis partidos sin anotar un gol. En el club rumano vive un descenso y luego no renueva debido a problemas económicos regresando a Argentina abandonando el fútbol por seis meses instalando una tienda.
El 2009 regresa al fútbol jugando en Liga Tucumana de fútbol por el Club Atlético Ñuñorco donde sería uno de los goleadores del equipo pese a jugar como enganche y luego pasaría al Club Atlético San Jorge del Torneo Argentino B. Tras sus buenas actuaciones en Argentina vuelve a salir al extranjero, esta vez parte a Bolivia para jugar por el Guabirá donde el director técnico a pesar de hacer una buena campaña no lo tendría en cuenta por lo cual se convierte en refuerzo del Real Potosí de cara a la Copa Libertadores 2012.
En Real Potosí tendría una destacada actuación pero una lesión impediría que siguiera destacando pero su buen rendimiento llamaría la atención de Cobreloa de Chile que sería su siguiente destino para jugar la Copa Sudamericana 2012. Durante su segundo semestre en el cuadro minero sería el goleador del club y uno de los del Transición 2013 con once tantos, tras esto no continuaría en el club por la salida del técnico Marco Antonio Figueroa por lo cual sorpresivamente ficha por el Santiago Wanderers de Valparaíso. Su debut por el cuadro porteño se daría en la última fecha que disputaría su nuevo club en la Copa Chile 2013/2014 frente a Unión La Calera donde anotaría dos goles.
En el cuadro de la región Valparaíso de Chile lograría ser el goleador del equipo en su primer torneo, pero luego tendría un segundo torneo donde solo anotaría un gol y tendría constantes actos de indisciplina por lo cual terminado su contrato no se hace uso de su opción de compra teniendo que partir.
Para la temporada 2017 llegó a un acuerdo con el Club Coquimbo Unido. El debut con la camiseta aurinegra en un partido oficial será el próximo 11 de febrero de 2017 ante Magallanes.
En septiembre de 2017 se convirtió en incorporación de Huracán Las Heras para disputar el Torneo Federal A en Argentina, terminando el 2017 decidió dejar la institución.
El día 6 de junio del 2022, el presidente de Rangers de Talca confirma el arribo del jugador para la temporada venidera.

## Estadísticas
| Cartaginés · Costa Rica | 1.ª           | 2006-07       | 18  | 7   | —  | —  | — | — | 18  | 7   |
| Cartaginés · Costa Rica | Total club    | Total club    | 18  | 7   | 0  | 0  | 0 | 0 | 18  | 7   |
| Torino · Italia | 1.ª           | 2007-08       | —   | —   | —  | —  | — | — | —   | —   |
| Torino · Italia | Total club    | Total club    | 0   | 0   | 0  | 0  | 0 | 0 | 0   | 0   |
| CS Mioveni · Rumania | 1.ª           | 2007–08       | 6   | 0   | —  | —  | — | — | 6   | 0   |
| CS Mioveni · Rumania | Total club    | Total club    | 6   | 0   | 0  | 0  | 0 | 0 | 6   | 0   |
| Ñuñorco Argentina | 6.ª           | 2009          | 22  | 10  | —  | —  | — | — | 22  | 10  |
| Ñuñorco Argentina | Total club    | Total club    | 22  | 10  | 0  | 0  | 0 | 0 | 22  | 10  |
| CA San Jorge Argentina | 4.ª           | 2010-2011     | 1   | 1   | —  | —  | — | — | 1   | 1   |
| CA San Jorge Argentina | Total club    | Total club    | 1   | 1   | 0  | 0  | 0 | 0 | 1   | 1   |
| Guabirá · Bolivia | 1.ª           | 2011-12       | 17  | 5   | —  | —  | — | — | 17  | 5   |
| Guabirá · Bolivia | Total club    | Total club    | 17  | 5   | 0  | 0  | 0 | 0 | 17  | 5   |
| Real Potosí · Bolivia | 1.ª           | 2011-12       | 19  | 11  | —  | —  | 2 | 0 | 21  | 11  |
| Real Potosí · Bolivia | Total club    | Total club    | 19  | 11  | 0  | 0  | 2 | 0 | 21  | 11  |
| Cobreloa · Chile | 1.ª           | 2012          | 12  | 2   | 6  | 3  | 4 | 1 | 22  | 6   |
| Cobreloa · Chile | 1.ª           | 2013          | 17  | 11  | 3  | 4  | — | — | 20  | 15  |
| Cobreloa · Chile | Total club    | Total club    | 29  | 13  | 9  | 7  | 4 | 1 | 42  | 21  |
| Santiago Wanderers · Chile | 1.ª           | 2013-14       | 26  | 8   | 1  | 2  | — | — | 27  | 10  |
| Santiago Wanderers · Chile | Total club    | Total club    | 26  | 8   | 1  | 2  | 0 | 0 | 27  | 10  |
| Audax Italiano · Chile | 1.ª           | 2014-15       | 18  | 6   | —  | —  | — | — | 18  | 6   |
| Audax Italiano · Chile | 1.ª           | 2015-16       | 10  | 2   | 8  | 4  | — | — | 18  | 6   |
| Audax Italiano · Chile | Total club    | Total club    | 28  | 8   | 8  | 4  | 0 | 0 | 36  | 12  |
| San Marcos de Arica · Chile | 1.ª           | 2015-16       | 7   | 0   | —  | —  | — | — | 7   | 0   |
| San Marcos de Arica · Chile | Total club    | Total club    | 7   | 0   | 0  | 0  | 0 | 0 | 7   | 0   |
| Coquimbo Unido · Chile | 2.ª           | 2017          | 11  | 4   | —  | —  | — | — | 11  | 4   |
| Coquimbo Unido · Chile | Total club    | Total club    | 11  | 4   | 0  | 0  | 0 | 0 | 11  | 4   |
| Huracán Las Heras Argentina | 3.ª           | 2017          | 11  | 2   | —  | —  | — | — | 11  | 2   |
| Huracán Las Heras Argentina | Total club    | Total club    | 11  | 2   | 0  | 0  | 0 | 0 | 11  | 2   |
| Deportes La Serena · Chile | 2.ª           | 2018          | 25  | 7   | 3  | 2  | — | — | 28  | 9   |
| Deportes La Serena · Chile | Total club    | Total club    | 25  | 7   | 3  | 2  | 0 | 0 | 28  | 9   |
| Deportes Valdivia · Chile | 2.ª           | 2019          | 11  | 11  | 2  | 0  | — | — | 13  | 11  |
| Deportes Valdivia · Chile | Total club    | Total club    | 11  | 11  | 2  | 0  | 0 | 0 | 13  | 11  |
| O'Higgins · Chile | 1.ª           | 2019          | 10  | 5   | —  | —  | — | — | 10  | 5   |
| O'Higgins · Chile | Total club    | Total club    | 10  | 5   | 0  | 0  | 0 | 0 | 10  | 5   |
| Everton · Chile | 1.ª           | 2020          | 22  | 3   | —  | —  | — | — | 22  | 3   |
| Everton · Chile | Total club    | Total club    | 22  | 3   | 0  | 0  | 0 | 0 | 22  | 3   |
| Cobresal · Chile | 1.ª           | 2021          | 16  | 2   | 2  | 1  | 2 | 1 | 20  | 4   |
| Cobresal · Chile | Total club    | Total club    | 16  | 2   | 2  | 1  | 2 | 1 | 20  | 4   |
| Rangers · Chile | 2.ª           | 2022          | 13  | 2   | —  | —  | — | — | 13  | 2   |
| Rangers · Chile | 2.ª           | 2023          | 14  | 2   | —  | —  | — | — | 14  | 2   |
| Rangers · Chile | Total club    | Total club    | 27  | 4   | 0  | 0  | 0 | 0 | 27  | 4   |
| San Martín (M) Argentina | 3.ª           | 2024          | 8   | 0   | —  | —  | — | — | 8   | 0   |
| San Martín (M) Argentina | Total club    | Total club    | 8   | 0   | 0  | 0  | 0 | 0 | 8   | 0   |
| Deportes Rengo · Chile | 3.ª           | 2024          | 9   | 3   | —  | —  | — | — | 9   | 3   |
| Deportes Rengo · Chile | Total club    | Total club    | 9   | 3   | 0  | 0  | 0 | 0 | 9   | 3   |
| Total carrera | Total carrera | Total carrera | 323 | 104 | 25 | 16 | 8 | 2 | 356 | 122 |
| (1) Incluye datos de Copa Chile. (2) Incluye datos de Copa Libertadores y Copa Sudamericana. (3) No incluye goles en partidos amistosos. |               |               |     |     |    |    |   |   |     |     |